# Provincia Curicó
Curicó (Provincia de Curicó) este o provincie din regiunea Maule, Chile, cu o populație de 266.457 locuitori (2012) și o suprafață de 7280,9 km2.